# السكين (كتاب)
السكين كتاب من تأليف سلمان رشدي يتناول فيه عملية الطعن التي تعرّض لها عام 2022م وفقد على إثرها إحدى عينيه. صدر الكتاب في أبريل 2024م عن دار غاليمار، وصدر باللغة العربية بترجمة خالد الجبيلي عام 2025م عن منشورات «الجمل» بعنوان «السكين: تأملات بعد محاولة جريمة قتل».

## محتوى الكتاب
يتناول الكاتب حادثة الهجوم عليه بسكين خلال صيف 2022 أثناء مؤتمر أدبي على ضفاف البحيرات العظمى الأميركية في شمال نيويورك، وذكر الكاتب أن الحادثة كانت "تذكيراً قاسياً ووحشياً إلى حد ما" بالفتوى التي أصدرتها إيران عام 1989م بعد صدور كتابه «آيات شيطانية». ونتج عن الهجوم الذي نفذه شاب أميركي من أصل لبناني، متعاطف مع النظام الإيراني، فقدان الكاتب الأميركي البريطاني للبصر في إحدى عينيه، بالإضافة إلى إصابات في رقبته وبطنه.

## اقتباسات من الكتاب
"في ذلك الصباح، لم يكن هناك رجال أمن مرئيين في المدرّج - لمَ لا؟ لا أعرف - لذا كانت لديه فرصة واضحة ليجري نحوي. كنتُ واقفاً هناك، أحدّق نحوه، واقفاً بثبات في مكاني مثل أرنب ألجمه ضوء سيارة مبهر. ثم وصل إليَّ.لم أرَ السكين قط، أو على الأقل لا أتذكّرها. لا أعرف إن كانت طويلة أم قصيرة، نصلها عريض وقصير مثل سكين البوي، أو ضيق كالخنجر، أو مسنّنة مثل سكين تقطيع الخبز، أو مقوسة كالهلال، أو مثل السكين التي تُنقر بالإصبع والتي يستخدمها أولاد الشوارع، أو حتى سكيناً عادية سرقها من مطبخ أمه. ماذا يهم كل ذلك. الشيء المهم هو أنها سلاح خفيّ يصلح للخدمة، وقد أدت عملها على أكمل وجه".
"قال شخص ما ـ لعله طبيب ـ (ارفعوا ساقيه. نريد الدم أن يتدفق إلى القلب). فإذا بأذرع ترفع ساقي. كنت طريح الأرض، مقطع الثياب، مرفوع الساقين في الهواء. كنت مثل الملك لير (في غير كامل عقلي) لكن لدي من الوعي ما جعلني أشعر بالذل".